# دايفيد كارتر
دايفيد كارتر (بالإنجليزية: David Carter)‏ (و. 1967  م) هو لاعب كرة السلة، ومدرب كرة سلة، من الولايات المتحدة، ولد في لوس أنجلس، يلعب كلاعب هجوم خلفي.

## روابط خارجية
- دايفيد كارتر على موقع كلية كرة السلة في سبورتس رفرنس.كوم (الإنجليزية)
- دايفيد كارتر على موقع كلية كرة السلة في سبورتس رفرنس.كوم (الإنجليزية)